# Neopullus
Neopullus — подрод божьих коровок рода Scymnus.

## Описание
Переднегрудь без продольных килевидных линий.

## Систематика
В составе рода:
- вид: Scymnus ater Kugelann, 1794
- вид: Сцимнус тёмный (Scymnus fuscatus Boheman, 1859)
- вид: Scymnus haemorrhoidalis Herbst, 1797
- вид: Scymnus hoffmanni Weise, 1879
- вид: Scymnus limbatus Stephens, 1831
- вид: Scymnus loebli Canepari, 1986